# Escarpement de Darling
L’escarpement de Darling (Darling Scarp ou Darling Range en anglais) est un escarpement de faible altitude et d'orientation nord-sud qui se situe à l'est de la plaine côtière de Swan et de Perth en Australie-Occidentale. L'escarpement s'étend traditionnellement du nord de Bindoon jusqu'au sud de Pemberton. Le plateau de Darling adjacent s'étend vers l'est et inclut le mont Bakewell près de York et le mont Saddleback près de Boddington. Son nom est un hommage au gouverneur de Nouvelle-Galles du Sud, le lieutenant-général Ralph Darling.

## Toponymie
Ce relief a été signalé pour la première fois sous le nom de General Darling Range par Charles Fraser, botaniste du gouvernement qui accompagnait le capitaine James Stirling à bord du HMS Success en mars 1827.
Sur les cartes des années 1830, l'escarpement était désigné sous le nom de General Darlings Range, qui devint plus tard Darling Range, nom sous lequel la formation était encore généralement connue à la fin du XXe siècle, malgré la compréhension commune qu'il s'agissait d'un escarpement. Il y a également une tendance à identifier les emplacements situés sur l'escarpement ou à l'est de celui-ci comme étant dans les Perth Hills (en) (ou simplement The Hills).

## Géographie

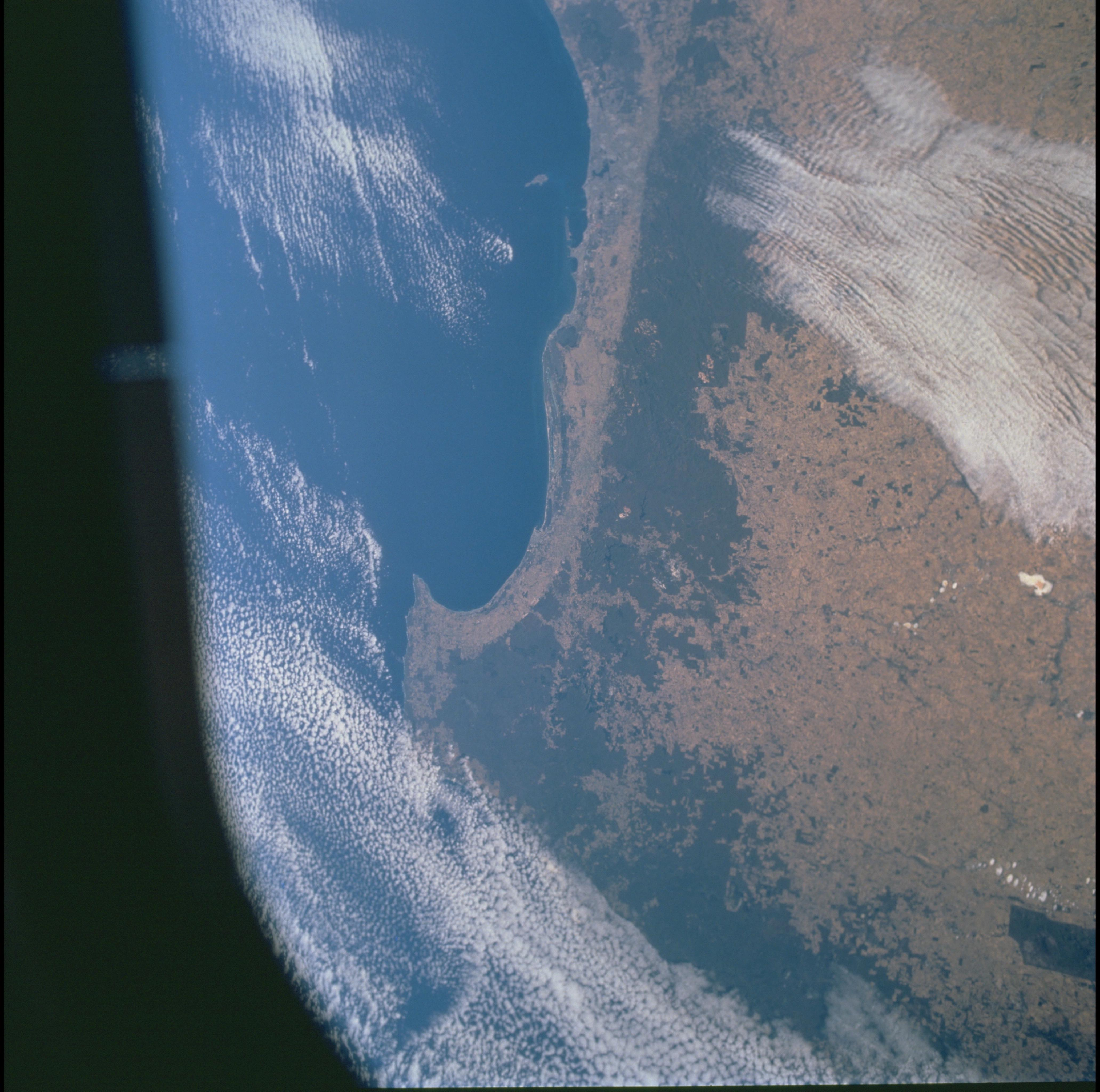
Vue du Sud-Ouest de l'Australie depuis l'espace. Le vert foncé correspond à la végétation dense qui couvre l'escarpement et qui a été conservée à des fins de réserve forestière et de captage d'eau. La limite nette de la végétation sur le côté côtier coïncide avec le bord de l'escarpement.

### Principaux sommets
- Mont Cooke (en) 32° 25′ S, 116° 18′ E, altitude : 582 mètres.
- Mont Dale (en) 32° 08′ S, 116° 18′ E, altitude : 546 mètres.

### Géologie
L'origine de l'escarpement de Darling est l'expression locale, dans la région de Perth, de la vaste faille de Darling, discontinuité géologique majeure et ancienne séparant le craton de Yilgarn (Archéen) à l'est de l'orogène Pinjarra, plus récente, et du bassin de Perth sus-jacent (Phanérozoïque) à l’ouest. La faille de Darling est exposée pendant plus de 1 000 km, de la région située à l'est de la baie Shark jusqu'à la côte sud de l'Australie-Occidentale à l'est d'Albany. L'emplacement de l'escarpement a dû coïncider à l'origine celui de la faille, mais l'escarpement s'est depuis érodé d'environ 15 km vers l'est. L'emplacement initial de l'escarpement est marqué par endroits par un relief inhabituel connu sous le nom de Ridge Hill Shelf (en).
Le plateau de Darling est recouvert de matériaux latéritiques qui recouvrent les couches géologiques sous-jacentes,.
Le granite et le gneiss archéens du craton de Yilgarn forment le relief élevé des collines de Perth et peuvent être observés dans des talus de route, avec de bons exemples dans la région de Mundaring Weir (en). Les seuls sédiments exposés du bassin de Perth, à l'ouest de la faille, sont d'âge cénozoïque et comprennent des matériaux tels que du calcaire sableux, du travertin et du sable de dune sur lequel est construite la ville de Perth, y compris les dunes de sable du Pléistocène formées pendant la dernière période glaciaire.
Cette zone est également une section physiographique distincte au sein de la province du bloc Yilgarn, qui à son tour fait partie de la division du Bouclier australien occidental (en).

### Climat
Le Bureau de météorologie australien identifie souvent une météo différente pour « les collines » par rapport à celle de la plaine côtière de Swan.
Lors des étés traditionnellement chauds, les vents forts d’est traversant l’escarpement posent parfois de sérieux problèmes aux avions utilisant l’aéroport de Perth en raison de l’alignement des pistes.

### Population
Les localités ou banlieues situées en bordure de l'escarpement se trouvent vers son extrémité ouest et offrent dans la plupart des cas une belle vue sur la plaine côtière de Swan.
Les banlieues proches de Midland et de Kalamunda sont souvent appelées les « Perth Hills (en) ».
| Près de Midland (en) | Près de Kalamunda (en) | Près d'Armadale  |
| -------------------- | ---------------------- | ---------------- |
| Stratton (en)        | Carmel (en)            | Martin (en)      |
| Swan View (en)       | Gooseberry Hill (en)   | Roleystone (en)  |
| Greenmount (en)      | Lesmurdie (en)         | Karragullen (en) |
| Darlington (en)      | Walliston (en)         | Bedfordale (en)  |
| Boya (en)            | Bickley                | Jarrahdale (en)  |
| Helena Valley (en)   | Pickering Brook (en)   | Wungong (en)     |

## Histoire
Les premières traversées des colons britanniques dans la colonie de la rivière Swan eurent lieu dans les années 1830. La plus connue d'entre elles est l'expédition de Robert Dale, qui semble s'être rendu d'un point situé près de Guildford, jusqu'au flanc sud de Greenmount Hill (en) et au-delà par la vallée Helena (en).

## Activités

### Économie
L'escarpement de Darling a été exploité pour les carrières, la sylviculture et l'extraction minière de la bauxite. Les chemins de fer forestiers, les scieries et les communautés de soutien se sont développés le long de l'escarpement en raison de la valeur élevée des forêts d’Eucalyptus marginata (jarrah).

### Télécommunications
Les banlieues situées au sud de Kalamunda (en) abritent les principales tours de transmission de la station de télévision métropolitaine de Perth. Il existe également un autre site sur le mont Lennard près de Collie qui dessert les régions du sud-ouest, y compris Bunbury.

### Protection environnementale

#### Dépérissement et incendies
Depuis la fin du XXe siècle, le dépérissement des arbres dû à Phytophthora cinnamomi, qui affecte en particulier le bois des eucalyptus (jarrah), infecte de vastes portions de la forêt. Actuellement[Quand ?], seule la restriction d'accès des véhicules s'est avérée efficace pour ralentir la propagation de cette maladie. Cela a été mieux accepté grâce à la décision d'autoriser le rallye d'Australie à circuler sur les routes de desserte uniquement à condition que les véhicules subissent un lavage en profondeur, y compris du soubassement, à la fin de chaque étape.
Fin 2004, le plus grand feu de brousse dans la forêt septentrionale de Jarrah depuis au moins 100 ans a également créé des problèmes importants pour la forêt. En raison de l'intensité de cet incendie, le gouvernement a augmenté le nombre de feux contrôlés le long de l'escarpement afin de réduire l'accumulation de matières inflammables.
Au début des années 2000, le parc national de Greenmount (en) et le parc national John Forrest (en) ont été touchés à plusieurs reprises par des feux de brousse - dans la plupart des cas causés par un présumé acte criminel.

#### Parc régional desDarling Ranges
Des réserves protégées formant un réseau au sommet de l'escarpement ont été reliées pour constituer un unique parc régional en vue de favoriser le maintien et la conservation de parties de l'escarpement.
Dans la plupart des cas, les réserves ou les parcs avaient leur propre nom avant leur incorporation dans le grand parc, par exemple « parc national Serpentine (en) », « parc national John Forrest (en) » et « parc national de Greenmount (en), ou étaient simplement connu sous le nom de forêts domaniales (par exemple, la forêt domaniale no 42).

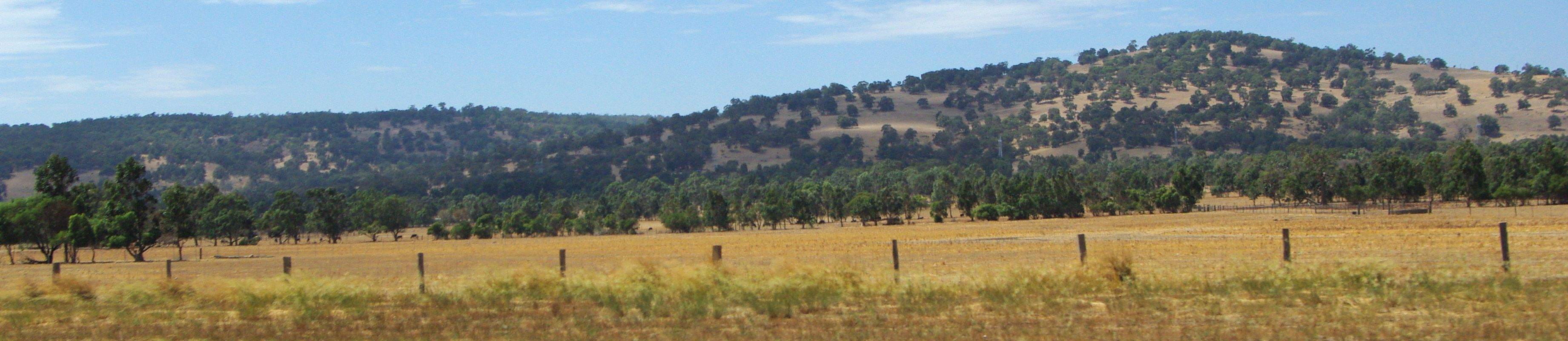
L'escarpement de Darling vu depuis l'autoroute du Sud-Ouest entre Armadale et Pinjarra.